# Ukropiszki (rejon oszmiański)
Ukropiszki (biał. Укропішкі; ros. Укропишки) − chutor na Białorusi, w obwodzie grodzieńskim, w rejonie oszmiańskim, w sielsowiecie Grodzie.

## Historia
W czasach zaborów karczma w gminie Polany, w powiecie oszmiańskim, w guberni wileńskiej Imperium Rosyjskiego. W 1866 roku liczyła 8 mieszkańców (wszyscy byli Żydami) w 1 domu. Należała do dóbr Ukropiszki, własność Ważyńskich. W 1905 roku liczyła 6 mieszkańców, 1 dziesięcię.
W latach 1921–1945 zaścianek leżał w Polsce, w województwie wileńskim, w powiecie oszmiańskim, w gminie Polany.
W 1931 wieś w 4 domach zamieszkiwało 17 osób.
Wierni należeli do parafii rzymskokatolickiej w Oszmianie. Miejscowość podlegała pod Sąd Grodzki w Oszmianie i Okręgowy w Wilnie; właściwy urząd pocztowy mieścił się w Oszmianie.
Po II wojnie światowej w granicach Związku Sowieckiego. Od 1991 w niepodległej Białorusi.